# Rover 8
Rover 8 è stato il nome dato a tre modelli di autovettura prodotti dalla Rover.
Quello iniziale, prodotto dal 1904 al 1912, fu il primo modello fabbricato dalla Rover in assoluto. Il nome fu utilizzato nuovamente dal 1911 al 1912 su un modello che era caratterizzato dall'avere un motore con valvole a fodero. Infine, fu applicato ad un terzo modello prodotto dal 1919 al 1925, che possedeva un motore a due cilindri.

## Il primo modello (1904-1912)
Questo modello fu progettato da Edmund W. Lewis, che venne assunto in Rover dopo aver lavorato in Daimler, ed era caratterizzato dall'avere un design inusuale. Invece di un telaio convenzionale, questo modello di Rover 8 aveva una struttura portante costituita dal carter, dal retrotreno e dagli alloggiamenti del cambio e dell'albero di trasmissione. Questa struttura telaistica non aveva sospensioni al retrotreno, ad eccezione degli pneumatici, anche se la carrozzeria era montata sull'asse posteriore tramite delle balestre.
Il motore era monocilindrico ed aveva una cilindrata di 1.327 cm³. L'alesaggio era di 114 mm mentre la corsa di 130 mm. Era presente un insolito comando a pedale che agiva sugli assi a camme in modo da fornire maggior freno motore. Il cambio era manuale a tre rapporti.
Nel 1907 la Rover eliminò la struttura teliastica speciale per montare un telaio costituito da una lamiera d'acciaio irrigidita da assi di legno, le quali erano imbullonate alla lamiera stessa.
Robert Jefferson e Robert Weallas guidarono una Rover 8 da Coventry a Istanbul, diventando i primi uomini ad attraversare l'Europa in automobile.
Molti degli esemplari di questa Rover 8 possedevano un corpo vettura semplificato. Questa carrozzeria era aperta a due posti, e non aveva installato né il parabrezza e neppure altri equipaggiamenti che proteggessero gli occupanti dagli agenti atmosferici.
Al lancio, la Rover 8 costava nel Regno Unito 200 sterline.

## Il secondo modello (1911-1912)
Nel 1911 questo modello di Rover 8 ebbe in dotazione un motore non convenzionale che montava valvole a fodero. Era un motore monocilindrico ed aveva una cilindrata di 1.052 cm³.
La Daimler aveva la licenza di produrre motori di questo tipo, e dato che le dimensioni di quello annunciato dalla Rover erano identiche al propulsore prodotto dalla Daimler, è probabile che quest'ultima fosse la fornitrice. Se vennero acquistati i componenti o i motori completi, questo non è noto, ma la Daimler non ha mai commercializzato una vettura con motore monocilindrico con valvole a fodero.
Di questo modello di Rover 8 vennero fabbricati pochi esemplari. 

## Il terzo modello (1919-1925)
La terza ed ultima serie di Rover 8 fu progettata da Jack Sangster. Prodotto a Tyseley, distretto della città di Birmingham, questo modello di Rover 8 veniva poi completato con il corpo vettura in un altro stabilimento, a Coventry. Questo modello fu un grande successo di vendita con i suoi 17.700 esemplari prodotti.
Il motore, bicilindrico orizzontale, era raffreddato ad aria ed aveva installato le valvole lateralmente. Originariamente aveva una cilindrata di 998 cm³, che fu incrementata a 1.135 cm³ nel 1923. Il primo propulsore erogava 13 CV a 2.600 a giri al minuto. Sebbene ci fosse un radiatore dall'aspetto convenzionale, in realtà esso era finto. Infatti, il raffreddamento era assicurato da prese d'aria posizionate ai lati del cofano; secondo alcune fonti, dopo una guida intensa di notte, attraverso le feritoie di raffreddamento, era addirittura possibile vedere il bagliore rosso delle testate surriscaldate anche se, secondo altre fonti, ciò era forse un'esagerazione. Il cambio, manuale a tre marce, era montato in blocco con il motore, ed azionava le ruote posteriori mediante un asse nel retrotreno dotato di vite senza fine. Una dinamo era collegata all'albero di trasmissione. Dal 1923 fu disponibile il motorino di avviamento.
Il modello era basato su un telaio ad assi perimetrali con balestre semiellittiche sulle quattro ruote. Lo sterzo era a cremagliera, e questo era piuttosto insolito per l'epoca. I freni erano installati sulle ruote posteriori con un set separato di ceppi per il freno a mano. Il passo fu aumentato da 2.235 mm a 2.388 mm nel 1924 per permettere l'offerta di un corpo vettura a quattro posti.
Le versioni aperte a due e quattro posti erano piuttosto comuni, ma alcuni esemplari coupé due posti furono prodotti dal 1923 per essere utilizzati come veicoli commerciali. Il modello costava 230 sterline nel 1919, ma il suo prezzo venne ridotto a 139 sterline nel 1925.
La Rover 8 poteva raggiungere al velocità massima di 72 km/h ed era in grado di percorrere 45 miglia con un Gallone imperiale di carburante.
La Rover 8 fu fabbricata su licenza anche in Germania dal 1921 al 1923, con un motore leggermente più grande, dalla Peter-und-Moritz.